# Winora-Staiger

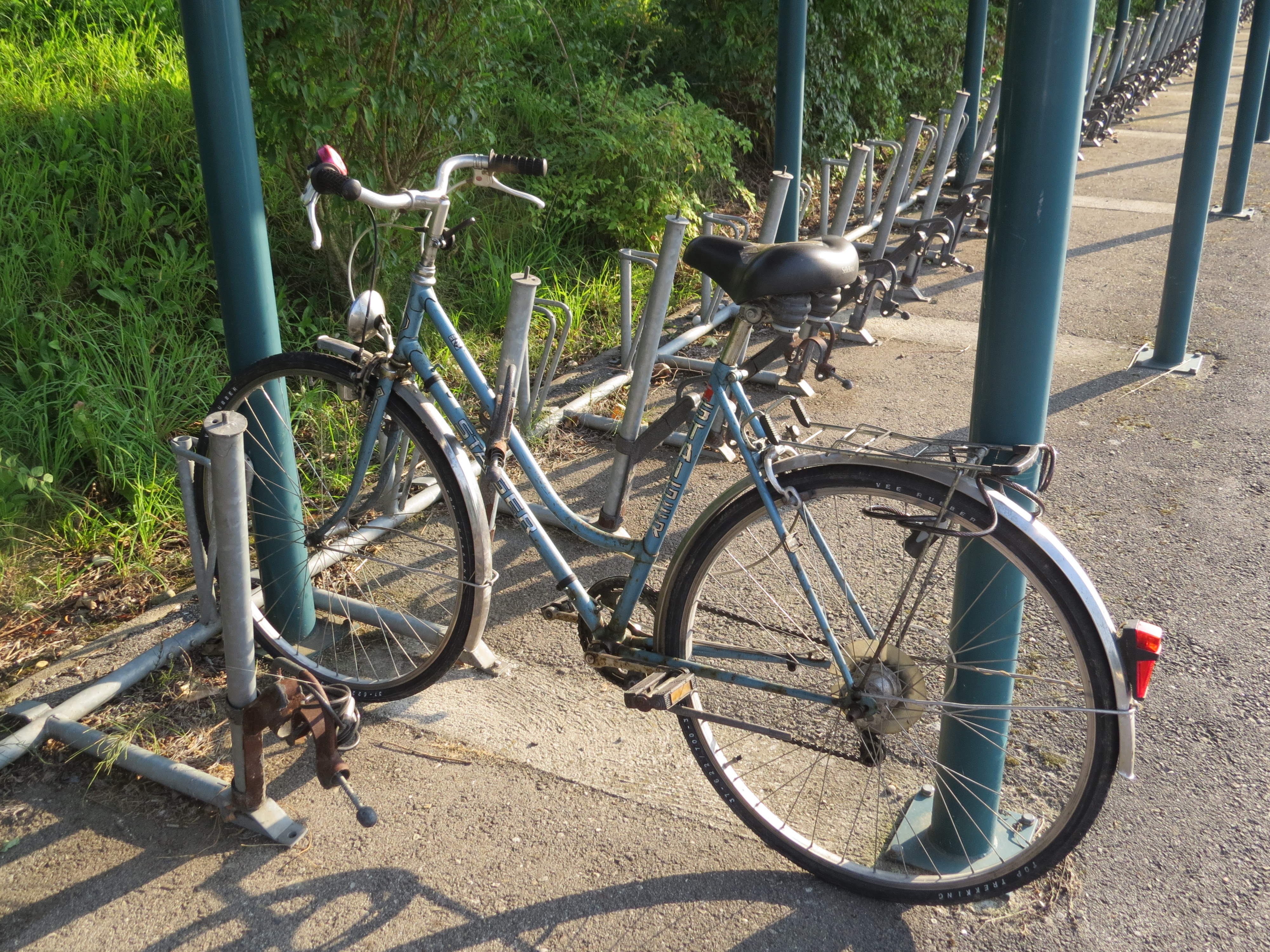
Fahrrad von Staiger am Bahnhof Ybbs an der Donau, Österreich (2017)

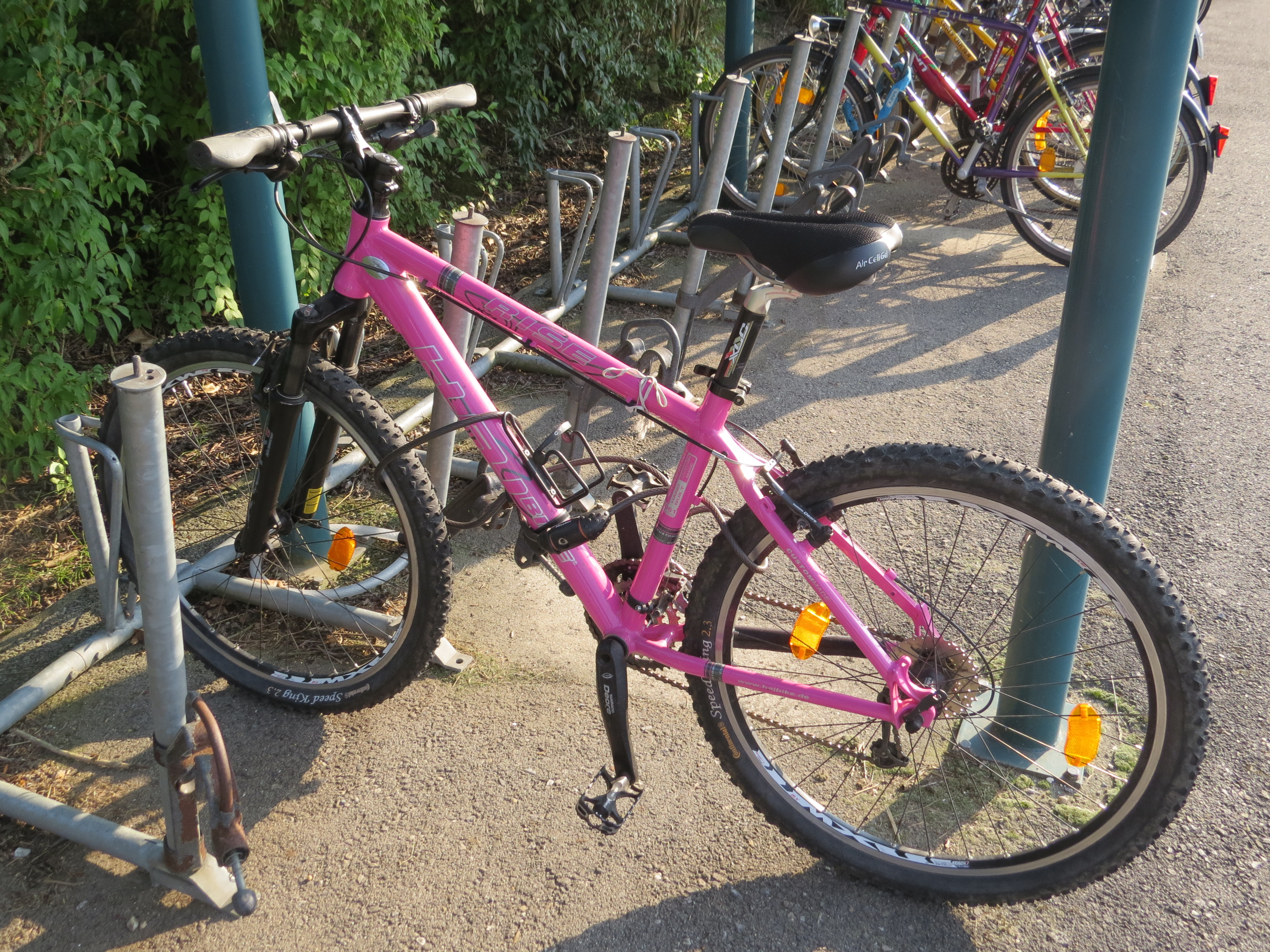
Fahrrad von Haibike am Bahnhof Ybbs an der Donau, Österreich (2017)

Winora-Staiger ist ein deutscher Fahrradhersteller, der seit 1914 existiert. Die Winora-Group gehört heute der niederländischen Accell Group.

## Geschichte
Der Radrennfahrer Engelbert Wiener gründete 1914 die E. Wiener GmbH in Schweinfurt, in der Fahrräder durch Einzelmontage hergestellt und auch vertrieben wurden.
1918 wurde die erste Fahrradgroßhandlung in Schweinfurt aufgebaut und in den folgenden Jahren weiter ausgebaut. Bernd Seuffert, der Enkel des Firmengründers, übernahm 1956 die Firma, die zu diesem Zeitpunkt bereits rund 6000 Fahrräder pro Jahr produzierte. 1963 wurde die erste Winora-Fahrradfabrik mit Fließbandsystem in Schweinfurt errichtet. Anfang der 1980er-Jahre wurde eine neue Fahrradfabrik gebaut. Die Nachfrage stieg unter anderem durch geburtenstarke Jahrgänge, die zweite Ölpreiskrise und ein wachsendes Gesundheitsbewusstsein.
1988 übernahm Winora die Firma Staiger (Stuttgart) und gründete die Winora-Staiger GmbH. 1997 wurde das Unternehmen von der Derby Cycle Corporation (Cloppenburg) gekauft. Susanne Puello, eine Urenkelin des Gründers Engelbert Wiener, übernahm die Geschäftsleitung. 2001 schlossen sich die Winora-Staiger GmbH und die E. Wiener Bike Parts GmbH & Co. KG zur Winora Group zusammen. 2002 wurde die Winora Group von der Accell Group in Heerenveen, Niederlande übernommen.
Der Anteil von eBikes am Gesamtumsatz lag Ende 2015 bei 71 Prozent.
Die Marke Haibike stellte 2010 das E-Mountainbike auf dem Fahrradmarkt vor.
2023 begann die Accell Group damit, Arbeitsplätze in Deutschland und Heerenveen abzubauen, zum Beispiel bei Ghost-Bikes. Im Dezember 2023 teilte Accell mit, in Schweinfurt solle „keine größere Anzahl“ an Stellen abgebaut werden.

## Marken
Als Abgrenzung der unterschiedlichen Geschäftsbereiche bzw. Zielgruppen und bedingt durch die Unternehmens-Zusammenschlüsse besteht die Winora-Gruppe aus verschiedenen Marken:

Winora (Fahrräder, Elektrofahrräder; vornehmlich für den Massenmarkt)
Haibike (Sporträder; auch mit Elektroantrieb, von Einstiegsmodellen bis Profirädern)
Staiger (Premiummarke) (wurde 2016 eingestellt)
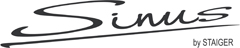
Sinus (Elektrofahrräder von Staiger)
XLC (Komponenten, Zubehör und Kleidung)
E. Wiener BikeParts GmbH (Großhandel für Fahrradteile)

## Profisport
Seit 2011 ist Haibike Hauptausstatter und -sponsor des Haibike Pro Teams (2011 noch Central Haibike Pro Team genannt), bestehend aus den Mountainbikerinnen Sabine Spitz, der Schweizerin Kathrin Stirnemann und Adelheid Morath (seit 2013). Die Tschechin Tereza Huříková war von 2011 bis 2012 Mitglied des Teams, Elisabeth Brandau nur 2011.

Zu den bisher größten Erfolgen des Pro Teams gehören die Silbermedaille bei den Olympischen Spielen 2012 in London und Siege bei den deutschen Meisterschaften (MTB Cross-Country) 2011, 2012 und 2013 durch Sabine Spitz sowie der Sieg bei der deutschen Meisterschaft 2011 im Marathon durch Elisabeth Brandau. In der Saison 2014 wurden die Sportlerinnen mit den Haibike-Modellen Sleek Team (Full-Suspension) und Greed Team (Hardtail) ausgestattet.
Darüber hinaus unterstützt Haibike das Nachwuchsteam Wombach MTB Team sowie das österreichische HaiBike Racing Team Haiming.

## Auszeichnungen

### Winora
- 2010: iF product design award für das Elektrofahrrad town:exp
- 2012: iF product design award für das Pedelec XP3
- 2012: TAIPEI CYCLE d&i award für das Elektrofahrrad town:exp
- 2013: Red Dot Design Award das Pedelec XP3

### Haibike
- 2009: Eurobike Award für das Rennrad AFFAIR RX und das Mountainbike SLEEK RX
- 2010: iF product design award für das Rennrad Affair RX und das Mountainbike Sleek RX
- 2011: Eurobike Award für das Mountainbike Heet RX, das Pedelec Mountainbike eQ xDuro FS und das Carbon Hardtail Greed 29
- 2012: iF product design award für das Pedelec Mountainbike eQ xDuro FS
- 2013: Design & Innovation Award (Enduro Mountainbike Magazine) für die Xduro-Serie
- 2014: Design & Innovation Gold Award für das XDURO NDURO PRO 26

## Belege
1. ↑  Fahrrad-Produzenten: Die größten Fahrradhersteller Deutschlands. In: Manager Magazin. 18. Dezember 2015, abgerufen am 16. März 2024.
2. ↑  Katja Michel: Ausverkauf am Radmarkt: „Alle sind nervös und checken ständig Preise“. In: stern.de. 16. März 2024, abgerufen am 16. März 2024 (Interview mit Susanne Puello).
3. ↑  Klaus Max Smolka: Große Last mit dem Babboe-Rad. In: faz.net. 16. Februar 2024, abgerufen am 16. März 2024.
4. ↑  Winora Group - unsere Marken (Memento vom 22. Februar 2014 im Internet Archive). Abgerufen am 18. Februar 2014.
5. ↑  Partner von Sabine Spitz (Seite nicht mehr abrufbar, festgestellt im Juni 2024. Suche in Webarchiven)  Info: Der Link wurde automatisch als defekt markiert. Bitte prüfe den Link gemäß Anleitung und entferne dann diesen Hinweis., auf der Webseite der Sportlerin. Abgerufen am 17. Februar 2014
6. ↑  HAIBIKE Pro Team 2013 (Memento des Originals vom 22. Februar 2014 im Internet Archive)  Info: Der Archivlink wurde automatisch eingesetzt und noch nicht geprüft. Bitte prüfe Original- und Archivlink gemäß Anleitung und entferne dann diesen Hinweis., auf der Webseite des Hauptsponsors. Abgerufen am 18. Februar 2014.
7. ↑  Tereza Huříková im Haibike Pro Team 2012 (Memento des Originals vom 30. Oktober 2013 im Internet Archive)  Info: Der Archivlink wurde automatisch eingesetzt und noch nicht geprüft. Bitte prüfe Original- und Archivlink gemäß Anleitung und entferne dann diesen Hinweis., auf haibike.de. Abgerufen am 18. Februar 2014.
8. ↑  Tereza Hurikova wechselt zu Specialized
9. ↑  Das neue Central Haibike Pro Team von Sabine Spitz - alle Fahrerinnen im Porträt (Memento des Originals vom 25. Februar 2014 im Internet Archive)  Info: Der Archivlink wurde automatisch eingesetzt und noch nicht geprüft. Bitte prüfe Original- und Archivlink gemäß Anleitung und entferne dann diesen Hinweis., abgerufen am 19. Februar 2014.
10. ↑  Haibike Pro Team - Equipment (Memento des Originals vom 23. Februar 2014 im Internet Archive)  Info: Der Archivlink wurde automatisch eingesetzt und noch nicht geprüft. Bitte prüfe Original- und Archivlink gemäß Anleitung und entferne dann diesen Hinweis.
11. ↑  Wombach MTB Team auf haibike.de (Memento des Originals vom 22. Februar 2014 im Internet Archive)  Info: Der Archivlink wurde automatisch eingesetzt und noch nicht geprüft. Bitte prüfe Original- und Archivlink gemäß Anleitung und entferne dann diesen Hinweis.. Abgerufen am 18. Februar 2014.
12. ↑  Website des HaiBike Racing Team Haiming